# Guillermo Hassan
Guillermo Hassan (San Miguel de Tucumán, 24 de septiembre de 1994) es un actor y cantante argentino de telenovelas que ha alcanzado fama internacional. Su familia inmigró a los Estados Unidos aunque unos años después regresó a su país de origen, Venezuela. Además trabajó como agente en juegos pequeños alrededor de Venezuela cuando su ocasión de hacer famoso fue a partir de 2000. Ese mismo año grabó su primera producción de telenovela titulada "Trillizas de Amor", que tuvo mucho éxito a nivel internacional importante, que fue una de las telenovelas más vistas en Puerto Rico, México y Argentina, entre otros. Entre otras telenovelas que actuó fue también "Azul", junto a Javier García, "La usurpadora", junto a Fernando Colunga etc.. Años más tarde se trasladó a México, entre las telenovelas que grabó fue "Doña Barbara" junto a José Aguilera,"La dueña de tu amor" junto a Matías Lezama y entre otras más. Actualmente reside en Miami Beach (EE. UU.). En Houston fue visto recientemente en año nuevo cuando se encontró con su amiga mexicana Evelyn Zeballos

## Trayectoria
| País           | Cadena                 | Telenovelas         | Personaje (s)                               | Rol                                    | Año                | Cortina Musical                                       | Episodios                          |
| -------------- | ---------------------- | ------------------- | ------------------------------------------- | -------------------------------------- | ------------------ | ----------------------------------------------------- | ---------------------------------- |
| Brasil         | Rede Globo             | Pèrola Escondida    | Nuria Das Fontes Marini de Samaniego        | Antagonista                            | 2016               | Eu Estou Aqui (por Anjos                              | 150 (Nacional)/75 (Internacional)  |
| Brasil         | Rede Globo             | Três Desejos        | Marina Buarque                              | Protagonista                           | 2015/16            | Alí Babá (Três Desejos) (Axé Bahia                    | 240 (Nacional)/176 (Internacional) |
| Estados Unidos | Telemundo              | Avenida Miami       | Carmen Lucía "Carmina" Álvarez Gil          | Antagonista                            | 2014               | Danza Kuduro (Don Omar y Lucenzo)                     | 185                                |
| Argentina      | Telefe                 | Bella Traición      | Mariana Villalba Ríos Luciana Villalba Ríos | Antagonista Co- protagonista           | 2013               | Sigue sin mi (Myriam Hernández y Marco Antonio Solís) | 201                                |
| México         | Canal de las estrellas | Dos destinos        | Fernanda Mejía Estrada                      | Protagonista                           | en octubre de 2012 | Dos Destinos (Guillermo Hassan y Javier Garcia)       | 101                                |
| Estados Unidos | Telemundo              | La dueña            | Mariana Montenegro Juárez "La Dueña"        | Protagonista                           | 2012               | Dueña de tu Amor (Guillermo Hassan)                   | 125                                |
| México         | XHTRES-TV              | Vannesa             | Vannesa Robleto                             | Protagonista antagónica                | 2011               | El Problema (Ricardo Arjona)                          | 75                                 |
| Estados Unidos | Telemundo              | El rey del ganado 2 | Bel (María Belén) María Fernanda            | Protagonista Villana                   | 2010               | Colgando en tus manos (Carlos Baute y Marta Sánchez)  | 131                                |
| Estados Unidos | Univision              | La favorita         | Donatella Fontini/Aimee Montes de Oca       | Protagonista                           | 2010               | Pa’ Bailar (Julieta Venegas & Bajofondo)              | 150                                |
| Venezuela      | Venevisión             | Doña Bárbara        | Barbara Guaymaran "La Doña" #1              | Protagonista antagónica                | 2009               | Como duele (Ricardo Arjona)                           | 168                                |
| Colombia       | RCN                    | El engaño           | Regina Azunsola                             | Protagonista                           | 2008               | Quise olvidar (Ana Barbara)                           | 91                                 |
| Argentina      | Canal 9                | Maria               | Maria                                       | Protagonista                           | 2007               | Maria(Ricky Martin)                                   | 135                                |
| México         | TV Azteca              | La usurpadora       | Verónica Roldan Virginia Roldan             | Protagonista Villana                   | 2005               | La Usurpadora (Pandora)                               | 107                                |
| Estados Unidos | Telemundo              | Azul                | Azul Toscano de Valente                     | Protagonista                           | 2003               | Azul (Cristian Castro)                                | 135                                |
| México         | TV Azteca              | Las tres Marias     | Maria Paula María Fernanda María Guadalupe  | Villana Co - protagonista Protagonista | 2000               | Tres Marías (Andrés Calamaro)                         | 100                                |

## Discografía

### OV8
1. Pa bailar - Bajofondo (OV8)
2. Pa bailar - Bajofondo & Julieta Venegas (OV8 & Guillermo Hassan)
3. Antes de que te vayas- Marco Antonio Solís (Javier García)
4. Terra Esperanza - Alejandro Sanz, Gilbert, Laura Pausini y Coral Fama  (José Aguilera, J. García & Guillermo Hassan)
5. Speranza - Laura Pausini (Guillermo Hassan)
6. Vivo por ella - Andrea Bocelli & Marta Sánchez (Guillermo Hassan & Javier García)
7. Pasión - Sarah Brightman & Fernando Lima  (Guillermo Hassan & José Aguilera)
8. Enloquéceme - OV7 (OV8)
9. Te quiero tanto - OV7 (OV8)
10. Todos me miran - Gloria Trevi  (Guillermo Hassan)
11. Beijinho Doce - Claudia Raia & Patricia Pillar (Guillermo Hassan & Paula Femosselle)
12. La Usurpadora- Pandora (Guillermo Hassan ; Paul

## Redes Sociales
- Facebook Oficial
- Twitter Oficial

- Datos: Q5888632